# La Chaux-du-Dombief
 La Chaux-du-Dombief  es una comuna y población de Francia, en la región de Franco Condado, departamento de Jura, en el distrito de Saint-Claude y cantón de Saint-Laurent-en-Grandvaux.
Su población en el censo de 1999 era de 488 habitantes.
Está integrada en la Communauté de communes La Grandvallière .

## Demografía
| 350 | 324 | 343 | 422 | 442 | 488 |
| Para los censos de 1962 a 1999 la población legal corresponde a la población sin duplicidades (Fuente: INSEE [Consultar]) |     |     |     |     |     |